# Lythrum salicaria
Lythrum salicaria é uma planta angiospérmica, helófita, da família Lythraceae, nativa da Europa, Ásia, noroeste de África e sudeste da Austrália.
Os seus nomes comuns são salgueirinha, erva-carapau, salicária ou salgueirinha-roxa.
Ocorre em zonas ruderais, ripícolas e em relvados húmidos. Floresce entre os meses de Junho e Agosto.
A espécie foi descrita por Lineu e publicada em Species Plantarum 1: 446. 1753., no ano de 1753.
Nos Estados Unidos, é considerada uma planta invasiva. Em Portugal, encontra-se distribuída por todo o país, embora não seja excessivamente abundante.

## Sinonímia
O The Plant List indica vários sinónimos para esta espécie:
- Lythrum anceps (Koehne) Makino
- Lythrum argyi H. Lév.
- Lythrum intermedium Ledeb. ex Colla
- Lythrum salicaria var. anceps Koehne
- Lythrum salicaria var. glabrum Ledeb.
- Lythrum salicaria subsp. intermedium HARA
- Lythrum salicaria var. intermedium (Ledeb. ex Colla) Koehne
- Lythrum salicaria var. mairei H. Lév.[7]